# Serge Korniloff
Pour les articles homonymes, voir Korniloff.
 (mars 2011).
Si vous disposez d'ouvrages ou d'articles de référence ou si vous connaissez des sites web de qualité traitant du thème abordé ici, merci de compléter l'article en donnant les références utiles à sa vérifiabilité et en les liant à la section « Notes et références ».
Serge Korniloff (né à Paris le 14 mai 1945 et décédé en Espagne le 17 juin 2011) était un photographe français.

## Biographie
Issu d'une famille d'origine russe, il collabore avec les principaux grands magazines[réf. souhaitée] pendant plusieurs années, en France et aux États-Unis. Il entreprend ensuite de nombreux voyages en Russie pour le compte de Marie Claire. Il a longuement travaillé dans la publicité avant de s'installer en Espagne et de vivre de son art[réf. souhaitée].

## Expositions
- 1994 : Portraits, Galerie Sedaine, Paris, France
- 1996 : From USSR to Russia, Escalera Santa Fe, New Mexico, États-Unis
- 1997 : De l'URSS à la Russie, Galerie Sedaine, Paris, France
- 1998 : Snow, Soho photo Gallery, New York, USA
- 2000 : Think. Do., Athorn, Clark & Partners Inc., New York, États-Unis
- 2001 : Portrait, Maison Internationale des Poètes et des Ecrivains, Saint Malo, France
- 2004 : Retour de Chine, Hotel Liberal Bruant, Paris, France
- 2007 : Ghost Car & Others, Randolph Laub’s Atelier, Los Angeles, Cal, États-Unis
- 2007 : Copi-Copa, Cordoba, Spain
- 2008 : Galerie, Vaudoo Paris France